# Communauté de communes cévenoles Tarnon-Mimente
La communauté de communes cévenoles Tarnon-Mimente est une ancienne communauté de communes française, située dans le département de la Lozère et la région Occitanie.

## Composition
Elle était composée des communes suivantes :
| Nom                           | Code Insee | Gentilé         | Superficie (km2) | Population (dernière pop. légale) | Densité (hab./km2) |
| ----------------------------- | ---------- | --------------- | ---------------- | --------------------------------- | ------------------ |
| Saint-Julien-d'Arpaon (siège) | 48162      | Saint-Julions   | 20,72            | 105 (2013)                        | 5,1                |
| Barre-des-Cévennes            | 48019      | Barrois         | 34,29            | 201 (2014)                        | 5,9                |
| Cassagnas                     | 48036      | Cassagnais      | 35,19            | 115 (2014)                        | 3,3                |
| Rousses                       | 48130      | Roussois        | 22,38            | 102 (2014)                        | 4,6                |
| Saint-Laurent-de-Trèves       | 48P07      | Laurentrévois   | 23,09            | 173 (2013)                        | 7,5                |
| La Salle-Prunet               | 48186      | Salle-Prunetais | 18,50            | 180 (2013)                        | 9,7                |
| Vebron                        | 48193      | Vebronnais      | 69,66            | 194 (2014)                        | 2,8                |

## Historique
Elle est créée le 31 décembre 1999.
Le 1er janvier 2015, elle fusionne avec la Communauté de communes du Pays de Florac et du Haut Tarn.

## Démographie
| 2007  | 2011  | 2012  | 2013  | 2014 |
| ----- | ----- | ----- | ----- | ---- |
| 1 095 | 1 093 | 1 082 | 1 073 | -    |

## Sources
- Le SPLAF (Site sur la Population et les Limites Administratives de la France)
- La base ASPIC